# فيديريكو تابوردا
فيديريكو تابوردا (بالإسبانية: Federico Taborda)‏ هو لاعب كرة قدم أرجنتيني في مركز حراسة المرمى، ولد في 1 نوفمبر 1988 في مدينة بيريغامنيو في الأرجنتين. لعب مع نادي سينيتسا ويونيفرسيتاتيا كرايوفا.

## وصلات خارجية
- فيديريكو تابوردا على موقع قاعدة بيانات كرة القدم.إي يو (الإنجليزية)
- فيديريكو تابوردا على موقع Soccerway.com (الإنجليزية)
- فيديريكو تابوردا على موقع عالم كرة القدم.نت (الإنجليزية)